# Evangelische Kirche (Schaafheim)

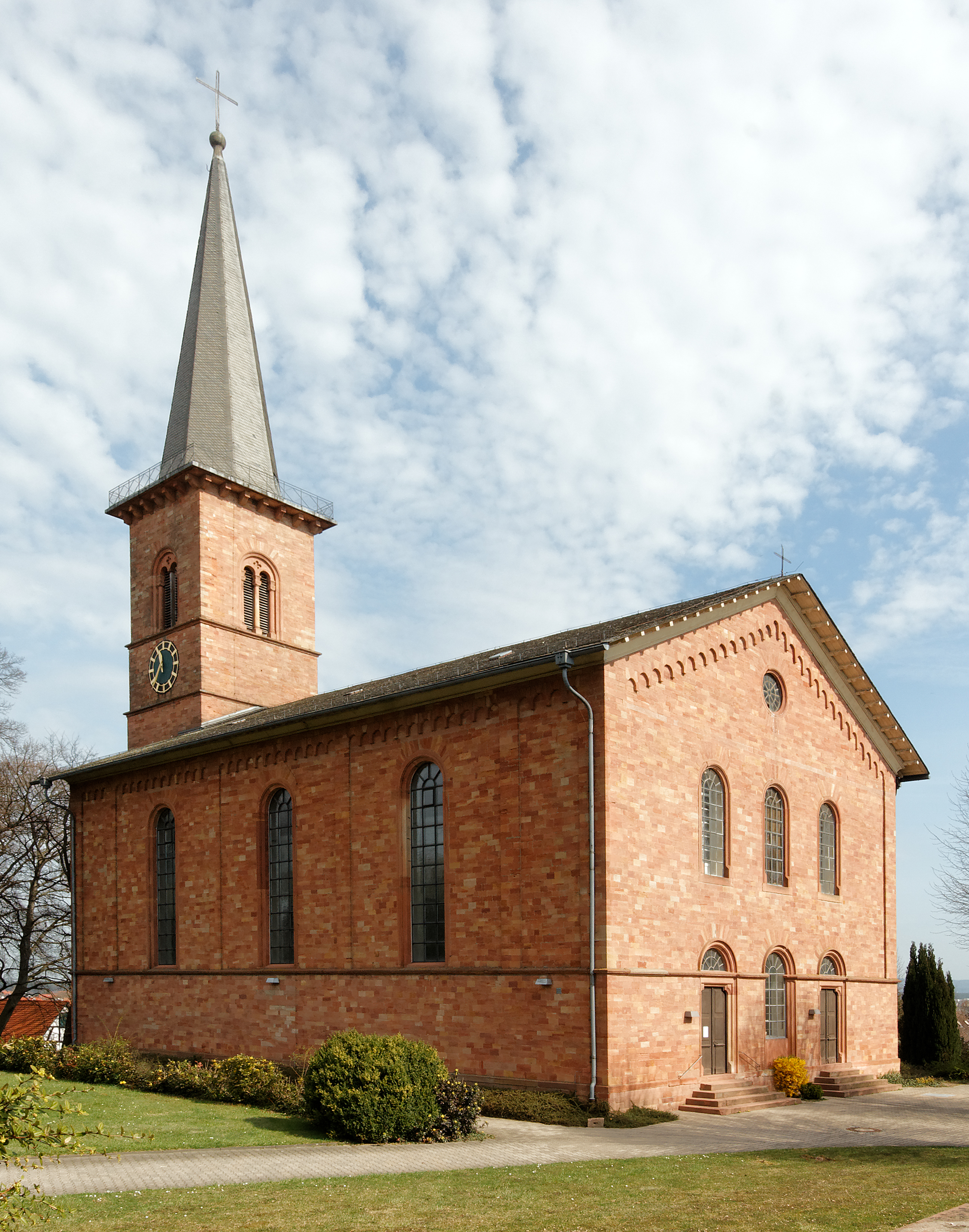
Evangelische Kirche (Schaafheim)

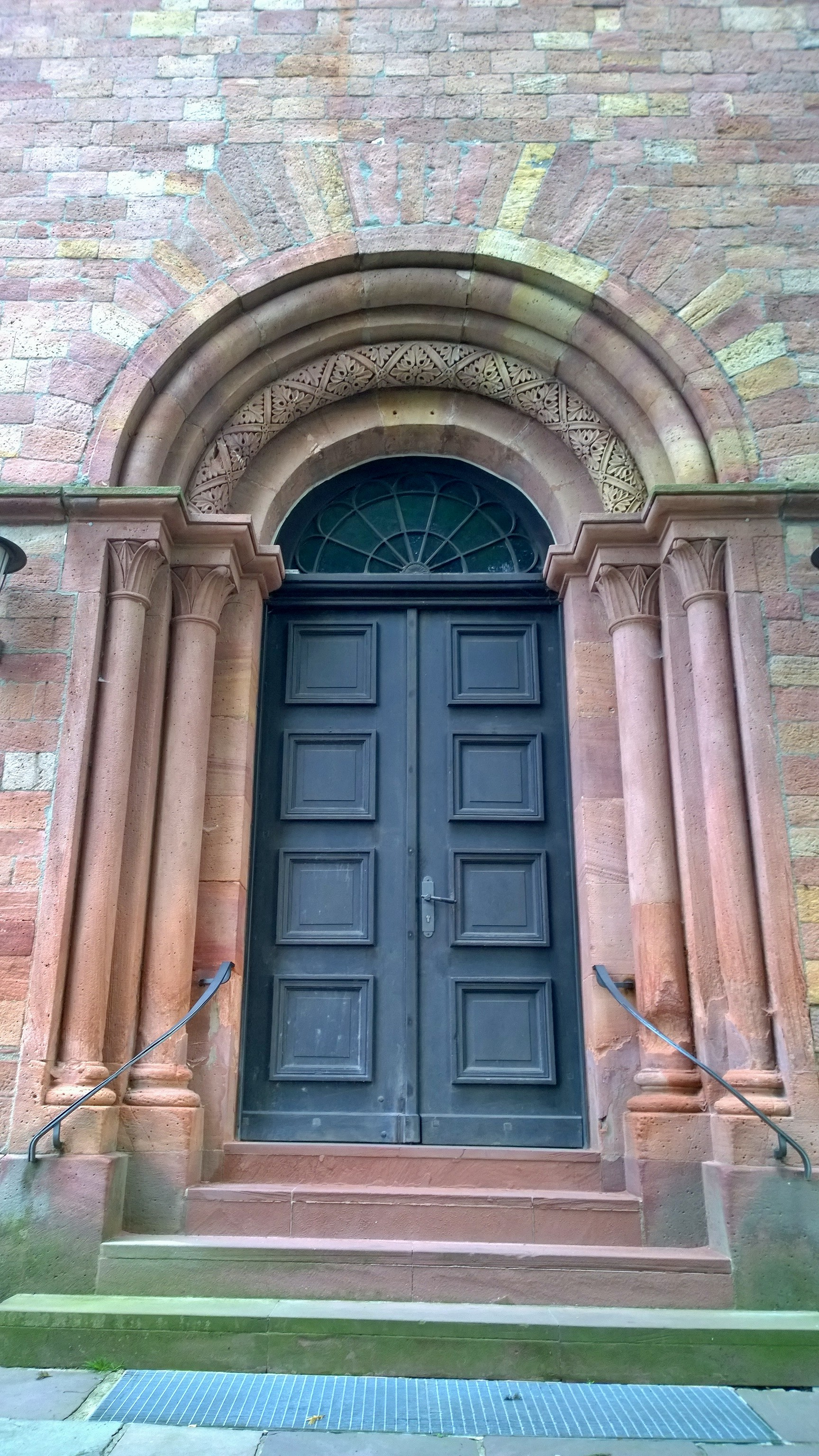
Eingangsportal

Die Evangelische Kirche Schaafheim ist ein denkmalgeschütztes Kirchengebäude, das in Schaafheim steht, einer Gemeinde im Landkreis Darmstadt-Dieburg in Hessen. Die Kirchengemeinde gehört zum Dekanat Vorderer Odenwald in der Propstei Starkenburg der Evangelischen Kirche in Hessen und Nassau.

## Beschreibung
Die steinsichtige Saalkirche wurde 1839 bis 1841 nach einem Entwurf von Georg Moller an Stelle eines baufälligen und 1838 abgerissenen Vorgängerbaus errichtet. 
Das Kirchenschiff hat drei Joche, es gibt keinen Chor. Die Außenwände sind von Lisenen gegliedert. Unter der Dachtraufe und an der Dachkante des Giebels zieht sich ein Bogenfries entlang. Unterhalb der Bogenfenster verläuft ein Fenstergesims. Der Kirchturm im Westen ist mit einem spitzen, achtseitigen, schiefergedeckten Helm bedeckt, der an seiner Basis von einem Gitter eingefasst ist. 
Der Innenraum wird bestimmt durch die Kanzel hinter dem Altar, die sich an der Wand unter der Empore befindet, auf der die Orgel unter einem großen Boden steht. Die übrigen Emporen befinden sich über Bogengängen. Die Säulen der Arkaden haben korinthische Kapitelle. 
Die 1720 von Johann Nikolaus Schäfer gebaute Orgel wurde 1841 verkauft und durch eine neue ersetzt.